# ムラサキツメクサ
ムラサキツメクサ（紫詰草、学名: Trifolium pratense）はシャジクソウ属の一種である。和名ではアカツメクサとも、あるいは一般に赤クローバー、レッドクローバー、単にクローバーとも呼ばれる。和名の由来は、シロツメクサ（白詰草）に対するもので、花色が紅紫色なので赤詰草、あるいは紫詰草とよんでいる。「ツメクサ」は「詰め草」の意味で、江戸時代、オランダから日本へ輸入されたガラス製品などの緩衝材に、乾燥したこの草が使われていたのがその語源とされる。

## 分布
ヨーロッパ、西アジアおよび北西アフリカ原産であるが、世界中に移入されている。以下の7変種が知られており、変種毎に分布も変わる。日本には全国に分布し、シロツメクサと共に牧草として明治以降移入されたようである。
Trifolium pratense var. pratense
汎存種
Trifolium pratense var. americanum
変種名はアメリカのという意味だが、主産地はヨーロッパ南東部である。
Trifolium pratense var. frigidum
中欧および南欧の山岳地帯（ピレネー、アルプス、バルカン）に産する。
Trifolium pratense var. maritimum
バルト海南岸に産する。
Trifolium pratense var. parviflorum
ヨーロッパ産種。
Trifolium pratense var. sativum
地中海沿岸域産種。葉にはほとんど、あるいは全く毛がない。成長力が旺盛である。
Trifolium pratense var. villosum
アルプス産種。葉が非常に毛深い。

## 形態
多年生の草本。茎は地を這うことなく立ち上がり、分枝しながら上に伸びて、高さ50センチメートル (cm) 内外になり、個体変異が大きい。互生する葉は3枚の葉片から構成されるいわゆる三つ葉で、葉片3枚をあわせた径は 15 - 30ミリメートル (mm) であり、葉片1枚の幅は 8 - 15 mm である。各葉片には葉の中ほどに特徴的な三日月型の白い模様が入る。葉柄は長さ 1 - 4 cm で2本の托葉を備える。
花は鞠状の集合花序をなし、その径は 3 - 4 cm である。花色は黒みがかったピンクで、基部ほど色が薄くなる。花序は小さな蝶形花が集まってできており、シロツメクサと同じであるが、花が大きいので華やかに見える。また、受粉した花が下を向かないこともシロツメクサの特徴とは異なる。花茎はほとんどなく、花のすぐ下に葉がある。稀に白花を咲かせる株もあり、この変異が固定された園芸種をセッカツメクサ（雪華詰草）またはシロバナアカツメクサ（白花赤詰草）Trifolium pratense f. albiflorum とも呼ぶ。
- シロバナアカツメクサ

## 人間との関係

### 農業
牧草や家畜飼料として広く栽培されている。土壌を肥沃にする空中窒素固定作用も評価されており、それゆえ緑肥としても利用される。こうした農業用途に用いられる品種にはいくつかあるが、その多くが成長力の旺盛な sativum 種を原種としている。アメリカやオーストラリアなど、多くの温帯域では栽培地から逸出して野生化している。

### 薬用
ハーブとして多用される。とくに本種に含まれるイソフラボン(ゲニスタインとダイドゼン)とエストロゲンは、女性の更年期症状を抑えるのに使用されてきた。ただし、本種を多食した羊が不妊化したといった報告が古くからあるため、妊婦もしくは授乳中の女性は本種の摂取を避けるべきである。
また、咳止めや口内炎の痛み止めに効き、服用すると気管支炎、湿疹、外傷、るいれきに対する治療効果があるとされる。実用的なうがい薬としても使用できるとされている。

### 嗜好品
本種は8種のハーブを用いたエジアック茶にも、成分の一つとして含まれている。パイプ用ブレンドタバコにも風味付け成分として混入されている。 

### その他
本種はリンネにより1753年に Trifolium pratense の学名が付与された。種小名の pratense は「牧場に見られる」の意のラテン語である。デンマークの国花に指定されており、またバーモント州の州花にも指定されている。

## 参照
本稿は英語版 Trifolium pratense 15:28, 11 October 2007 を元にその他資料等を考慮し作成された。以下は英語版に記されていた参考文献。
- Flora Europaea: Trifolium pratense
- Germplasm Resources Information Network: Trifolium pratense
- Embassy of Denmark, Washington - Other National Symbols